# Карпенко, Данил Дмитриевич
Карпенко Данил Дмитриевич (род. 14 апреля 2000, Волгоград, Россия) — российский кикбоксер, выступающий в разделе К-1
Мастер спорта России международного класса по кикбоксингу. Чемпион России 2019, 2020 годов, финалист чемпионата мира 2019 года. Член сборной России по кикбоксингу в 2019, 2020, 2021 годах. Кандидат в мастера спорта России по боксу.

## Биография
Родился в городе Волгограде 14 апреля 2000 года.
С 2006 по 2017 год обучался в МОУ «Гимназия №3 Центрального района г. Волгограда».
С 2017 по 2021 год обучался в МГИМО(У)МИД РФ и получил степень бакалавра по программе подготовки «Экономика» факультета Международных экономических отношений.

## Титулы и достижения
- Любительский спорт (кикбоксинг)
  - 2021 финалист Чемпионата России[6].
  - 2020 Чемпион России[7].
  - 2019 Чемпион России[8] .
  - 2019 Серебряный призёр чемпионата мира в разделе К-1, в весовой категории до 81 кг[9][10].
  - 2019 Чемпион России среди студентов[11].
  - 2018 Обладатель Кубка России WAKO в разделе «К-1»[12].
  - 2018 Обладатель Кубка России WAKO в разделе «Лоу-кик»[13].
  - 2018 Победитель Первенства Мира в разделе «К-1»[14].
  - 2018 Победитель Первенства России в разделе «К-1»[15].
  - 2017 Финалист Первенства Европы в разделе «К-1»[16].
  - 2017 Финалист Первенства России в разделе «К-1».
  - 2016 Победитель Первенства России в разделе «Лоу-кик».